# Neon Future III - Remixes
Neon Future III - Remixes è il secondo album di remix del DJ statunitense Steve Aoki, pubblicato il 15 febbraio 2019 dalla Ultra Music e dalla Dim Mak Records.

## Descrizione
Contiene una selezione di remix di cinque dei brani tratti dal quinto album Neon Future III, tra cui quello per Why Are We so Broken remixato dallo stesso Aoki.

## Tracce
1. Anything More (feat. Era Istrefi) (Will Sparks Remix) – 3:06
2. Why Are We so Broken (feat. Blink-182) (Steve Aoki Bottles of Beer on the Wall Remix) – 4:45
3. A Lover and a Memory (feat. Mike Posner) (Yves V Remix) – 3:07
4. Do Not Disturb (feat. Bella Thorne) (Blue Brains Remix) – 4:24
5. A Lover and a Memory (feat. Mike Posner) (Franklin Remix) – 2:54
6. A Lover and a Memory (feat. Mike Posner) (Yves V Extended Mix) – 4:06
7. Pretender (feat. Lil Yachty & AJR) (Matoma Remix) – 3:54
8. Be Somebody (Steve Aoki & Nicky Romero feat. Kiiara) (Tyron Hapi Remix) – 2:44
9. All Night (Steve Aoki & Lauren Jauregui) (Alan Walker Remix) – 3:14
10. Just Hold On (Steve Aoki & Louis Tomlinson) (DVBBS Remix) – 3:36